# 長勢甚遠
長勢甚遠（1943年10月3日—），日本政治家，自由民主黨黨員。前法務大臣，現任日本眾議院議員。

## 政壇生涯
在富山縣出生，東京大學法學部政治課程畢業後，在厚生勞動省工作後。1990年首次進入眾議院。1995年成為政務次官，其後先後出任勞動總括政務次官、法務副大臣。2006年9月安倍首次組閣後，成為了法務大臣，首次進入內閣。任內期間多次執行死刑，惹來日本民眾爭議。加上被揭發收受政治獻金，2007年8月，首相安倍晉三改組內閣後，長勢亦正式離任。2011年10月，就任自民黨整備新幹線等鐵道調查會長。

## 外部連結
- 官方網站（日語）